# Csaba Vidáts
Csaba Vidáts (ur. 22 listopada 1947 w Szőny) – piłkarz węgierski grający na pozycji pomocnika. W swojej karierze rozegrał 22 mecze w reprezentacji Węgier i strzelił w nich 4 gole.

## Kariera klubowa
Swoją karierę piłkarską Vidáts rozpoczynał w juniorach takich klubów jak: Szőnyi Olajbányász, Tatabányai Bányász i Szolnoki MTE. Następnie przeszedł do Vasasu Budapeszt i w sezonie 1965 zadebiutował w nim w pierwszej lidze. Wraz z Vasasem sięgnął w 1970 roku po Puchar Mitropa. Wywalczył też wicemistrzostwo Węgier w sezonie 1970/1971. W 1973 roku zdobył z Vasasem Puchar Węgier. W 1976 roku odszedł do Ózdi Kohász, a w 1977 roku zakończył w nim swoją karierę.

## Kariera reprezentacyjna
W reprezentacji Węgier Vidáts zadebiutował 12 kwietnia 1970 roku w zremisowanym 2:2 towarzyskim meczu z Jugosławią. W 1972 roku zajął z Węgrami 4. miejsce na Euro 72, jednak nie wystąpił w żadnym meczu tego turnieju. W tym samym roku był w kadrze Węgier na Igrzyskach Olimpijskich w Monachium, na których zdobył srebrny medal. Od 1970 do 1974 roku rozegrał w kadrze narodowej 22 mecze i strzelił 4 gole.
| Mecze i gole w reprezentacji | Mecze i gole w reprezentacji | Mecze i gole w reprezentacji | Mecze i gole w reprezentacji | Mecze i gole w reprezentacji | Mecze i gole w reprezentacji | Mecze i gole w reprezentacji |
| #                            | Data                         | Stadion                      | Rywal                        | Wynik                        | Gol                          | Rozgrywki                    |
| 1970                         | 1970                         | 1970                         | 1970                         | 1970                         | 1970                         | 1970                         |
| ---------------------------- | ---------------------------- | ---------------------------- | ---------------------------- | ---------------------------- | ---------------------------- | ---------------------------- |
| 1.                           | 12.04.1970                   | Belgrad, Jugosławia          | Jugosławia                   | 2:2                          | 0                            | towarzyski                   |
| 2.                           | 27.09.1970                   | Budapeszt, Węgry             | Austria                      | 1:1                          | 1                            | towarzyski                   |
| 3.                           | 07.10.1970                   | Oslo, Norwegia               | Norwegia                     | 3:1                          | 0                            | el. ME 1972                  |
| 4.                           | 15.11.1970                   | Bazylea, Szwajcaria          | Szwajcaria                   | 1:0                          | 0                            | towarzyski                   |
| 1971                         |                              |                              |                              |                              |                              |                              |
| 5.                           | 04.04.1971                   | Wiedeń, Austria              | Austria                      | 2:0                          | 0                            | towarzyski                   |
| 6.                           | 19.05.1971                   | Sofia, Bułgaria              | Bułgaria                     | 0:3                          | 0                            | el. ME 1972                  |
| 7.                           | 21.07.1971                   | Rio de Janeiro, Brazylia     | Brazylia                     | 0:0                          | 0                            | towarzyski                   |
| 8.                           | 01.09.1971                   | Budapeszt, Węgry             | Jugosławia                   | 2:1                          | 0                            | towarzyski                   |
| 9.                           | 25.09.1971                   | Budapeszt, Węgry             | Bułgaria                     | 2:0                          | 1                            | el. ME 1972                  |
| 10.                          | 09.10.1971                   | Paryż, Francja               | Francja                      | 2:0                          | 0                            | el. ME 1972                  |
| 11.                          | 27.10.1971                   | Budapeszt, Węgry             | Norwegia                     | 4:0                          | 0                            | el. ME 1972                  |
| 12.                          | 14.11.1971                   | Gżira, Malta                 | Malta                        | 2:0                          | 0                            | el. MŚ 1974                  |
| 1972                         |                              |                              |                              |                              |                              |                              |
| 13.                          | 12.01.1972                   | Madryt, Hiszpania            | Hiszpania                    | 0:1                          | 0                            | towarzyski                   |
| 14.                          | 29.03.1972                   | Budapeszt, Węgry             | RFN                          | 0:2                          | 0                            | towarzyski                   |
| 15.                          | 06.05.1972                   | Budapeszt, Węgry             | Malta                        | 3:0                          | 0                            | el. MŚ 1974                  |
| 16.                          | 27.08.1972                   | Norymberga, RFN              | Iran                         | 5:0                          | 0                            | IO 1972                      |
| 1973                         |                              |                              |                              |                              |                              |                              |
| 17.                          | 16.05.1973                   | Karl-Marx-Stadt, NRD         | NRD                          | 1:2                          | 1                            | towarzyski                   |
| 18.                          | 13.06.1973                   | Budapeszt, Węgry             | Szwecja                      | 3:3                          | 1                            | el. MŚ 1974                  |
| 19.                          | 26.09.1973                   | Belgrad, Jugosławia          | Jugosławia                   | 1:1                          | 0                            | towarzyski                   |
| 1974                         |                              |                              |                              |                              |                              |                              |
| 20.                          | 31.03.1974                   | Zalaegerszeg, Węgry          | Bułgaria                     | 3:1                          | 0                            | towarzyski                   |
| 21.                          | 17.04.1974                   | Dortmund, RFN                | RFN                          | 0:5                          | 0                            | towarzyski                   |
| 22.                          | 29.05.1974                   | Székesfehérvár, Węgry        | Jugosławia                   | 3:2                          | 0                            | towarzyski                   |